# 't Rijpje
 't Rijpje (West-Fries 't Roipie) is een dorp in de gemeente Schagen, in de provincie Noord-Holland. Het is een typisch lintdorp, met veel agrarische bedrijven.

## Geschiedenis
Oude benamingen zijn Rijpwetering vóór 1478, Rijpke 1478, die Rijp 1572. In de volksmond was het dorp al lange tijd bekend als 't Rijpje, terwijl topografische kaarten, de bewegwijzering en het plaatsnaambord tot eind jaren tachtig nog Rijp aangaven. 't Rijpje is als buurtschap technisch gezien onderdeel van de nabij liggende plaats Sint Maarten, waar het tot 1990 onderdeel was van de gelijknamige gemeente. In 1990 is deze gemeente, evenals de gemeente Warmenhuizen, opgegaan in de gemeente Harenkarspel. Deze gemeente is bij de gemeentelijke herindeling van januari 2013 gefuseerd met de gemeente (nieuw)-Schagen.

## Betekenis
Rijp betekent oever of rand van een oever. Wetering is dijk. Vroeger was er de terp 'Munnikenwerf' met een kloostertje genaamd Domus Nostra ('Ons Huis'). Ook was er een overhaal en sluis halverwege de Selschardijk.

## Cultuur & Recreatie
- Het plaatsje heeft ook een soort winkelcentrum, hierin is onder andere een tuincentrum, fietsen- en hengelsportonderneming gevestigd.
- Het voormalig schoolgebouw van de Rooms-katholieke basisschool uit 1921 staat op de provinciale monumentenlijst.

Burgerbrug · Burgervlotbrug · Callantsoog · Dirkshorn · Eenigenburg · Groenveld · Groote Keeten · Krabbendam · Oudesluis · Petten · 't Rijpje · Schagen · Schagerbrug · Schoorldam (deels) · Sint Maarten · Sint Maartensbrug · Sint Maartensvlotbrug · Stroet · Tjallewal · Tolke (deels) · Tuitjenhorn · Valkkoog · Waarland · Warmenhuizen · 't Zand

Buurtschappen: Abbestede · Avendorp · Bliekenbos · 't Buurtje · De Banne · Burghorn · Cornelissenwerf · Dijkstaal · Grootven · Grotewal · Het Korfwater · De Hale · Hemkewerf · Huiskebuurt · Kalverdijk · Keinse · Keinsmerbrug · Kerkbuurt · Lagedijk · Leihoek · Mennonietenbuurt · Nes · Schagerwaard · Sint Maartenszee · Slootgaard · De Stolpen · Stolpervlotbrug · Vennik (deels) · 't Wad · De Weel (deels) · Woudmeer · Zijbelhuizen · Zijpersluis